# Clematis grandidentata
Clematis grandidentata là một loài thực vật có hoa trong họ Mao lương. Loài này được (Rehder & E.H.Wilson) W.T.Wang mô tả khoa học đầu tiên năm 1993.